# Vemern (mecklenburgisch-pommersches Adelsgeschlecht)

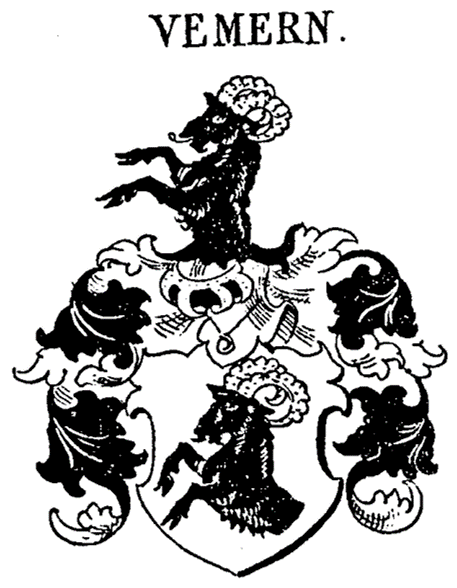
Wappen derer von Vemern bei Johann Siebmacher

Vemern ist der Name eines mecklenburgisch-pommerschen Adelsgeschlechts.
Das Geschlecht ist von den gleichnamigen, aber wappenverschiedenen westfälischen Herren von Vemern zu unterscheiden.

## Geschichte
Das hier behandelte Geschlecht hat seinen Namen von der Insel Fehmarn und kam nach Pommern und Mecklenburg. Urkundlich erscheint es erstmals 1287 mit Konrad von Vemern. Es folgten Nevelinik von Vemern 1367 und Nicolaus von Vemern 1388. Curd von Vemern lebte 1449. Die Familie saß auf Fritzow, Poberow und Raddack im Kreis Cammin, 1388 zu Neuhof bei Usedom sowie im 14. Jahrhundert in Rostock, wo sie mehrere Ratsherren stellte. Fritzow war noch 1583 im Besitz von Lucas von Vemern († 1593), dem Letzten seines Stammes.

## Persönlichkeiten
- Heinrich von Vemern († vor dem 20. September 1374), Geistlicher, Prokurator an der römischen Kurie und Domherr in Lübeck und Schwerin

## Wappen
Blasonierung: In Silber ein halber schwarzer Widder mit goldenen Hörnern. Auf dem Helm die Schildfigur. Die Helmdecken sind schwarz-silbern.